# Glazúnovo
Glazúnovo (en rus: Глазуново) és un poble de l'óblast de Pskov, a Rússia, segons el cens del 2010 tenia 267 habitants. Pertany al districte d'Usviati.